# Panton-Valentine leukocidine
Panton-Valentine leukocidine (PVL) is een cytotoxine dat afbraak van leukocyten veroorzaakt. PVL wordt geproduceerd door genetisch materiaal van een bacteriofaag die Staphylococcus aureus infecteert, waardoor de bacteriestam virulenter wordt. Soms gaat het om een MRSA maar soms om gewone stafylokokken (MSSA, methicilline-gevoelige stafylokokken). 
De stammen zijn in staat diepe infecties (abcessen, necrotische pneumonie) te veroorzaken bij gezonde jonge mensen. Zij komen buiten het ziekenhuis voor (Community Acquired, CA-MRSA), ook in Nederland. Huidinfecties waaronder furunculose (steenpuisten) zijn geassocieerd met de aanwezigheid van stafylokokken met het PVL-gen. In Frankrijk en de Verenigde Staten zijn epidemische verheffingen beschreven veroorzaakt door PVL-positieve CA-MRSA-isolaten, waarvan een aantal in gevangenissen. In Nederland heeft zich in 2005 een epidemische verheffing voorgedaan bij de leden van een voetbalclub. De abcessen manifesteren zich op billen, penis, scrotum, handen en gelaat.